# Distrito de Shahdol
Shahdol (en hindi; शहडोल जिला) es un distrito de la India en el estado de Madhya Pradesh. Código ISO: IN.MP.SH.
Comprende una superficie de 9 954 km².
El centro administrativo es la ciudad de Shahdol.

## Demografía
Según censo 2011 contaba con una población total de 1 064 989 habitantes, de los cuales 523 781 eran mujeres y 541 208 varones.

## Localidades
- Amlai
- Beohari
- Bijuri
- Burhar
- Devhara
- Dhanpuri